# 가면올빼미
가면올빼미(eastern grass owl)는 때때로 원숭이얼굴올빼미로 불리는데, 심장 모양의 안반이 있고 이우(귀깃)가 없기 때문이다. 몸길이는 약 30~40 cm 정도이며 흰색과 회색의 색채를 띠거나 노란색과 갈색이 도는 오렌지색을 띤다. 눈은 다른 올빼미들에 비해 작은 편이고 어두운 색이다. 가면올빼미류는 주로 생쥐나 땃쥐 등의 작은 설치류를 사냥하는 데 때로는 경작지에서도 사냥을 한다.
속이 빈 나무, 건물, 탑, 낡은 매의 둥지 등에 둥지를 튼다.

## 분포와 서식지
가면올빼미는 인도와 중국 남동부,대만,필리핀,뉴기니 남부,오스트레일리아,피지 섬 등에서 분포한다. 다른 올빼미류와 달리 개방된 풀밭에서 서식한다.

## 분류
과거에는 아프리카에서 동남아시아에 분포하는 종을 Grass Owl로 간주했으나 현재는 아프리카 쪽에 사는 종을 Western Grass Owl, 동남아시아 쪽에 사는 종을 Eastern Grass Owl 별개의 종으로 분류한다.